# On avance (chanson de Tal)
Pour l’article homonyme, voir On avance.
Singles de Tal
La musique est mon ange
(2010) Waya Waya
(2011)
Pistes de Le droit de rêver
Waya Waya
On avance est le premier extrait de l'album Le droit de rêver (2011) de la chanteuse Tal sortie le 1er juillet 2011 sous le label Warner Music France. La chanson est écrite par Christophe Emion et Christine Roy et composée par Simon Caby et Laura Marciano. On avance est produite par Eau de Gammes. Environ 115 000 exemplaires ont été vendus.

## Clip vidéo
Le clip a été tourné sur la Place de la Réunion (75020 PARIS) près du collège Henri Matisse.

## Liste des pistes
Promo - CD-Single Warner 
1. On avance - 3:02

## Classement par pays
| Classement (2012)                       | Meilleure position |
| --------------------------------------- | ------------------ |
| France (SNEP)                           | 29                 |
| Belgique (Wallonie Ultratop 50 Singles) | 41                 |
| Belgique (Wallonie Ultratip 50)         | 2                  |